# Phyllopezus maranjonensis
Phyllopezus maranjonensis är en ödleart som beskrevs av  Wilhelm Daniel Joseph Koch VENEGAS och BÖHME 2006. Phyllopezus maranjonensis ingår i släktet Phyllopezus och familjen geckoödlor. Inga underarter finns listade i Catalogue of Life.